# Onthophagus thoreyi
Onthophagus thoreyi es una especie de insecto del género Onthophagus, familia Scarabaeidae, orden Coleoptera.
Fue descrita científicamente por Harold en 1868.